# Suaeda arcuata
Suaeda arcuata är en amarantväxtart som beskrevs av Aleksandr Andrejevitj Bunge. Suaeda arcuata ingår i släktet saltörter, och familjen amarantväxter. Inga underarter finns listade i Catalogue of Life.